# Gérard de Catalogne
Gérard de Catalogne, né le 19 juin 1905 au Cap-Haïtien et mort en octobre 1974, est un journaliste, homme politique et conseiller du dictateur haïtien François Duvalier.

## Biographie

### Enfance
Il est le fils d'un spéculateur français né en Martinique et d'une mulâtresse haïtienne. Bien que né à Haïti, Catalogne est citoyen français et d'un teint très clair.
Catalogne vit une enfance aisée entre le Cap-Haïtien et la France. Sa famille voyageait souvent en France pour des vacances ou pour accompagner son père dans ses voyages d'affaires.

### En France
En 1916, Catalogne part en France pour y terminer ses études, « selon la pratique des séjours scolaires européens répandue parmi les jeunes élites de sa génération ». Il fait aussi des voyages en Angleterre.
Il intègre le lycée Louis-Le-Grand en 1922 où il excelle en classe de philosophie auprès du professeur Paulin Malapert. Catalogne commence ses « premières tentatives revuistes » en écrivant un article sur François Mauriac dans la revue La Pensée latine.
En 1924, il lance deux revues Faisceaux (inspiré par la pensée de Georges Valois) et Fruits verts.
Il obtient une licence en lettres à l'Institut catholique puis son diplôme d'études supérieures de philosophie à la Sorbonne.
Il fréquence les milieux intellectuels de la Jeune Droite. En 1926, il prend la codirection du mensuel Les Cahiers d'Occident à travers lesquels il se noue d'amitié avec d'autres jeunes intellectuels catholiques dans la défense de l'Occident chrétien. Il rencontre Émile Dufour, René Groos, Amédée d'Yvignac ou encore Jean-Pierre Maxence. Entre 1927 et 1928, Catalogne connaît un succès croissant avec l'appui d'Eugène Marsan. Il publie des articles dans le supplément littéraire du Figaro et dans L'Action française.
En octobre 1927, il fait un séjour dans son pays natal qu'il relate dans deux articles de L'Action française. Il effectue une conférence sur Léon Daudet au Cercle Printania (société savante des élites du Nord d'Haïti). Ce voyage lui permet de constater la perméabilité des élites haïtiennes au maurrassisme et de renouer avec son pays d'origine, qu'il avait quelque peu délaissé. Cette prise de conscience amorce déjà son retour définitif à Haïti en 1934.

### Scandales
De 1928 à 1934, Catalogne connait plusieurs scandales journalistiques et conflits de personnes. Il démissionne du journal Nouvelles littéraires à la suite de la publication d'une enquête montrant le déclin de l'influence de Charles Maurras dans l'opinion des jeunes Français. Cette enquête, qu'il cosigne avec Roland Alix, provoque un premier scandale. Le deuxième scandale concerne la Revue du siècle publiée pour la première fois fin 1933. Catalogne s'illustre par une gestion financière calamiteuse du périodique. Il organise une réception fastueuse de François Mauriac à l'hôtel Lutétia en 1933 avec la caisse de la revue puis s'envole vers les Antilles en détournant les fonds récoltés. Déshonoré, Catalogne rompt avec la Jeune Droite et réapparaît en novembre 1934 à Haïti.

### Retour au pays natal
En 1934, Catalogne rejoint Haïti tandis que l'occupation d'Haïti par les États-Unis est terminée. Il s'érige comme « l'intermédiaire culturel et politique de l'élite intellectuelle haïtienne » grâce à son éducation française et haïtienne. Il intègre le journal hebdomadaire capois L'Information.
Bien qu'exclu des rangs de l'Action française, il continue de prôner le maurrassisme. Son intervention assoit l'influence de Maurras en Haïti entre 1927 et 1942 et particulièrement lors de la deuxième indépendance d'Haïti en 1934.

« J'ai été formé intellectuellement à l'école de « l'Action française » et si aujourd'hui je peux tenir une plume, je le dois à la fréquentation quotidienne d'écrivains qui, pendant une dizaine d'années, ont exercé sur ma personne une influence incontestable. »

En 1935, il organise une soirée littéraire et artistique au profit des miséreux de Cap-Haïtien. Il conclut la réunion en promouvant l’œuvre de François Mauriac. Parallèlement, il favorise l'ouverture et le développement de la Librairie Massac en faisant connaître des auteurs français dont Mauriac, Daudet, Bainville, Maurras, Paul Morand, Henry de Montherlant, Pierre Gaxotte et Paul Reboux.
Fin août 1935, il propose la fondation d'une Académie haïtienne de langue française au président de la République Sténio Vincent. Même si le projet n'aboutit pas, la fondation de la Bibliothèque nationale d'Haïti semble découler de l'influence de Catalogne.
Il lance ensuite La Nouvelle Lanterne avec l'aide de ses cousins Auguste et Charles de Catalogne. Il reste à Cap-Haïtien jusqu'en 1939 où il est nommé à la tête d'un journal catholique à Port-au-Prince, La Phalange, un des journaux les plus importants de l'époque. Il démissionne de la direction en octobre 1941 et fonde son propre journal indépendant en décembre 1941, Le Soir.
En 1941, il publie Notre Révolution : Hommes et doctrines du vingtième siècle où il célèbre la « révolution nationale globale » qui a conduit Adolf Hitler, Benito Mussolini, Fulgencio Batista et Sténio Vincent au pouvoir.

### Après guerre
Il devient directeur du tourisme national d'Haïti et l'un des proches conseillers du dictateur François Duvalier. Catalogne fait fusionner son nationalisme intégral avec l'ethno-nationalisme nativiste de la revue haïtienne des Griots, au service de « la dictature ethno-nationaliste intégrale haïtienne » de François Duvalier,. Catalogne participe activement à l'élaboration de la « doctrine duvalérienne », notamment en écrivant la préface du premier tome des Œuvres essentielles : Éléments d'une doctrine dont le titre est inspiré des Œuvres capitales de Charles Maurras. L'économiste Leslie Jean-Robert Péan considère Gérard de Catalogne comme le « guide spirituel de la révolution duvaliérienne ». Les deux hommes sont maurrassiens et noiristes. François Duvalier n'est d'ailleurs pas dogmatique et s'entoure de personnalités communistes comme Daumec, Hervé Boyer, Paul Blanchet et Jacques Oriol.
Il meurt en octobre 1974.

## Vie privée
Il épouse le 16 septembre 1930 Margreth Lykkead Moëller, d'origine suédoise, à Saint-Philippe du Roule.

## Postérité
Gérard de Catalogne apparaît comme personnage fictionnel « Gérard d'Andalousie » dans la nouvelle Filette lalo aux Éditions du siècle.

## Publications
- Henry Bataille ou le Romantisme de l'instinct (fragments) (1925)
- Les Cahiers d'Occident (1926-1930)
- Une génération (1932)
- Notre Révolution : Hommes et doctrines du vingtième siècle (1941)
- Haïti à l'heure du Tiers Monde (1964)